# Come ti ammazzo un killer
Come ti ammazzo un killer (The Survivors) è un film del 1983 diretto da Michael Ritchie.

## Trama
Donald Quinelle, dirigente, viene licenziato per una ristrutturazione aziendale. Fa accidentalmente perdere il lavoro anche a Sonny Paluso, gestore di un distributore di benzina. Mentre sono al bar, i due rimangono coinvolti in un tentativo di rapina da parte di un killer professionista, Jack Locke, il quale a volto coperto si finge nero. Riuscendo a sventare la rapina, Donald si becca un proiettile mentre Sonny riesce a vedere la faccia di Jack.
Qualche giorno dopo, per ribattere ad un editoriale televisivo che lo definiva "gradasso", Donald va in TV a raccontare la sua versione dei fatti, ma facendo il nome di Sonny Paluso lo mette in grave pericolo facendogli temere per la sua incolumità.
Jack, infatti, si reca a casa di Sonny per ucciderlo, ma un intervento inaspettato di Donald porta alla cattura del malvivente ed al successivo arresto. Tuttavia, l'esperienza vissuta scuote talmente Donald al punto di portarlo a decidere di acquistare armi e seguire un corso di sopravvivenza.
Un mese dopo, Jack esce su cauzione, e subito rintraccia Sonny per suggellare un patto di omertà, al quale però dovrà aderire anche Donald. Sonny si reca con la figlia a trovare l'amico in mezzo alle montagne, ma quest'ultimo invece che accettare il patto, sfida Jack ad andarlo a prendere.
Alla fine, durante una lotta per la vita contro altri fanatici del corso di sopravvivenza guidati da Wes Huntley, saranno costretti a collaborare e a restare uniti, scoprendosi meno nemici di quanto credevano.